# Lambertus Loeff
Lambertus Petrus Maria Loeff ('s-Hertogenbosch, 12 mei 1901 - Den Haag, 23 mei 1971) was een Nederlands jurist.
Loeff, telg uit het katholieke juristengeslacht Loeff, werd geboren te 's-Hertogenbosch als de zevende van de tien kinderen van het Tweede Kamerlid mr. Jan Loeff en diens vrouw Maria Sweens. Zijn vader zou enige maanden later tot minister van Justitie worden benoemd. Lambertus' oudere broers zouden allen advocaat worden; een van hen was mr. Jalm Loeff, deken van de Rotterdamse orde van advocaten en grondlegger van het kantoor Loyens & Loeff. Zijn oudere zus Lucie Loeff was hoofdambtenares bij het Permanent Hof van Internationale Justitie en lid van de Haagse gemeenteraad. Lambertus Loeff studeerde rechten aan de Universiteit Leiden van 1921 tot 1926, alsmede enige tijd in Londen en Parijs. Na zijn studie werd hij advocaat te Den Haag. In 1927 werd hij griffier van het Kantongerecht Hulst, maar in 1929 keerde hij weer terug naar de advocatuur, ditmaal in Amsterdam. In 1932 werd hij daar ook kantonrechter-plaatsvervanger en in 1942 rechter-plaatsvervanger bij de Rechtbank Amsterdam. Van 1945 tot 1947 was hij bovendien raadsheer bij het Bijzonder Gerechtshof te Amsterdam.
In 1947, na ruim twintig jaar als advocaat, werd Loeff benoemd tot rechter bij de Rechtbank Amsterdam. Vier jaar later werd hij benoemd tot raadsheer bij het gerechtshof in diezelfde stad, en in 1953 tot advocaat-generaal bij de Hoge Raad der Nederlanden. Op 13 mei 1960 werd hij aanbevolen voor benoeming tot raadsheer in de Hoge Raad, ter vervulling van de vacature die was ontstaan door de benoeming van G.H.A. Feber tot vicepresident. De Tweede Kamer nam de aanbeveling ongewijzigd over in haar voordracht en de benoeming volgde op 28 juni; per diezelfde datum werd hem ontslag verleend als advocaat-generaal. Loeff bleef raadsheer tot zijn ontslag op verzoek per 1 september 1968. Hij overleed in 1971, kort na zijn zeventigste verjaardag.